# Agoraea longicornis
Agoraea longicornis là một loài bướm đêm thuộc phân họ Arctiinae, họ Erebidae.